# Othain
Othain – rzeka we Francji, przepływająca przez tereny departamentów Meurthe i Mozela oraz Moza, o długości 67 km. Stanowi dopływ rzeki Chiers.